# 线叶龙胆
线叶龙胆（学名：Gentiana farreri）为龙胆科龙胆属的植物，为中国的特有植物。分布于中国大陆的四川、西藏、甘肃、青海等地，生长于海拔2,410米至4,600米的地区，多生长在灌丛中、高山草甸以及滩地，目前尚未由人工引种栽培。

## 异名
- Gentiana farreri Balf. f.
- Gentiana lawrencei Burk. var. farreri (I. B. Balf.) T. N. Ho